# British Academy Games Awards
British Academy Games Awards, também referido como BAFTA Games Awards, é uma cerimônia anual de premiação britânica que homenageia a excelência em realização criativa na indústria de jogos eletrônicos. Apresentado pela primeira vez em 2004 na sequência da reestruturação do BAFTA Interactive Entertainment Awards, os prêmios são apresentados pela British Academy of Film and Television Arts (BAFTA).
Após a inauguração, em 2004, dezenove cerimônias foram realizadas. A mais recente, a 19ª BAFTA Video Games Awards, foi realizada em 30 de março de 2023.

## Categorias

### Categorias atuais
- Animação (2004 a 2005; trazido de volta em 2020[2])
- Conquista Artística
- Conquista de Áudio
- Melhor Jogo
- Jogo Britânico (introduzido em 2013)
- Melhor Estreia (introduzido em 2013)
- Jogo da EE do Ano (introduzido em 2018, anteriormente EE Jogo Mobile, prêmio votado pelo público)
- Jogo Contínuo (introduzido em 2015)
- Família (anteriormente "Jogo Infantil")
- BAFTA Fellowship (apresentado esporadicamente)
- Jogo Além do Entretenimento (introduzido em 2017)
- Design de Jogo (introduzido em 2012)
- Propriedade Original (anteriormente "Originalidade" e "Propriedade Intelectual")
- Multijogador
- Música
- Narrativa (anteriormente "Roteiro/História")
- Performance em um Papel Principal
- Performance em um Papel Coadjuvante
- Prêmio Especial (apresentado esporadicamente)
- Realização Técnica (renomeado de "Inovação em Jogos" em 2020[2])
- Jovens Designers de Jogos (cinco por ano)

### Categorias extintas
- Jogo de Ação
- Jogo de aventura
- Animação ou Introdução
- Direção de Arte
- Melhor Personagem
- Jogo Casual e Social
- Jogo de Game Boy Advance
- Inovação em Jogos (renomeada para "Realização Técnica" em 2020)
- Jogo de Gamecube
- Jogabilidade
- Jogo Portátil
- Jogo para Celular (descontinuado em 2020[2])
- Prêmio Um para Assistir
- Jogo Online
- Jogo para PC
- Prêmio British Academy Games para Performance (dividido em duas categorias em 2020[2])
- Jogo de PS2
- Jogo de Quebra-cabeças
- Jogo de Corrida
- Jogo de Simulação
- Som
- Jogo de Esporte
- Jogo de Estratégia
- Prêmio Leitor do Sunday Times
- Jogo de Xbox